# Dansk Melodi Grand Prix 2015
Danmark deltog i Eurovision Song Contest 2015 i Wien, Österrike. Deras bidrag valdes via den nationella finalen Dansk Melodi Grand Prix 2015, som anordnades av det danska programföretaget Danmarks Radio. Anti Social Media vann med låten The Way You Are.

## Format
Dansk Melodi Grand Prix 2015 var den 45:e upplagan av Dansk Melodi Grand Prix, musiktävlingen som väljer Danmarks bidrag till Eurovision Song Contest. Evenemanget hölls den 7 februari 2015 i Gigantium i Ålborg, värdar var Esben Bjerre Hansen och Jacob Riising. Tävlingen fick inför 2015 års upplaga en ny logotyp och slogan. Den nya logotypen, som ersatte den trestjärniga logotyp som hade varit i bruk sedan 2009, har beskrivits som en rund organism från vilken ljudvågor utgår. Slogan för 2015 års upplaga av tävlingen var "Drømmen lever".
Uttagningen bestod av en show innehållande tio låtar där den vinnande låten valdes genom en kombination av tittarnas SMS-röster och röster av de fem regionala juryerna. Totalt hade allmänheten och juryn 290 poäng att dela ut. Varje jurygrupp fick ge poäng enligt följande: 1-8, 10 och 12 poäng. Den offentliga omröstningen baserades på andelen röster varje låt har fått. Till exempel, om en låt fick 10 % av de allmänhetens röster tilldelades bidraget 10 % av 290 poäng avrundade till närmaste heltal. Juryerna, som representerar de fem danska regionerna, fanns vid Pumpehuset (Köpenhamn) i Region Hovedstaden, Glod nattklubb (Næstved) på Själland, Hotell Torvehallerne (Vejle) i Region Syddanmark, Gbar klubb (Århus) i Region Mittjylland och Gigantium (Ålborg) i Region Nordjylland. Varje regional jury bestod av tre ledamöter och leddes av en före detta dansk Eurovision Song Contest-aktör. 

## Finalen
| Startnr. | Artist                 | Låt                  | Själland | Mittjylland | Köpenhamn | Syddanmark | Norddanmark | Totala jurypoäng | Telefon- och SMS-röster | Sammanlagt | Placering |
| -------- | ---------------------- | -------------------- | -------- | ----------- | --------- | ---------- | ----------- | ---------------- | ----------------------- | ---------- | --------- |
| 01       | Sara Sukurani          | "Love Me Love Me"    | 2        | 1           | 1         | 1          | 3           | 8                | 13                      | 21         | 10        |
| 02       | Tina & René            | "Mi amore"           | 3        | 3           | 8         | 5          | 5           | 24               | 20                      | 44         | 7         |
| 03       | Marcel & Soulman Group | "Når veje krydses"   | 4        | 7           | 7         | 7          | 1           | 26               | 18                      | 44         | 8         |
| 04       | Cecilie Alexandra      | "Hotel A"            | 12       | 8           | 6         | 6          | 8           | 40               | 18                      | 58         | 4         |
| 05       | Andy Roda              | "Love Is Love"       | 1        | 10          | 2         | 2          | 2           | 17               | 8                       | 25         | 9         |
| 06       | Julie Bjerre           | "Tæt på mine drømme" | 10       | 4           | 4         | 10         | 6           | 34               | 38                      | 72         | 3         |
| 07       | Anti Social Media      | "The Way You Are"    | 8        | 12          | 12        | 12         | 12          | 56               | 48                      | 104        | 1         |
| 08       | Anne Gadegaard         | "Suitcase"           | 6        | 6           | 10        | 8          | 10          | 40               | 58                      | 98         | 2         |
| 09       | Babou                  | "Manjana"            | 5        | 5           | 5         | 3          | 4           | 22               | 35                      | 57         | 5         |
| 10       | World of Girls         | "Summer Without You" | 7        | 2           | 3         | 4          | 7           | 23               | 34                      | 57         | 6         |

## Under Eurovision
Danmark deltog i den första semifinalen den 19 maj. Där hade de startnummer 13, mellan Ryssland och Albanien. Bidraget fick 33 poäng i semifinalen, vilket räckte till 13:e plats. Därmed gick inte Danmark vidare till finalen, vilket bara de tio högst placerade bidragen gör. Även Nederländerna fick 33 poäng, men Danmark rankades högre för att landet fick poäng från flest antal länder, 11 av 20 länder mot Nederländernas 10 länder. Så här fördelades poängen som Danmark fick:
| 12 poäng   | 10 poäng     | 8 poäng         | 7 poäng            | 6 poäng                                              |
| ---------- | ------------ | --------------- | ------------------ | ---------------------------------------------------- |
|            |              |                 | - Ungern - Estland |                                                      |
| 5 poäng    | 4 poäng      | 3 poäng         | 2 poäng            | 1 poäng                                              |
| - Rumänien | - Australien | - Nederländerna | - Armenien         | - Österrike - Belgien - Finland - Grekland - Spanien |

### Poäng givna av Danmark
| 12 poäng | Belgien       |
| 10 poäng | Ryssland      |
| 8 poäng  | Estland       |
| 7 poäng  | Nederländerna |
| 6 poäng  | Rumänien      |
| 5 poäng  | Georgien      |
| 4 poäng  | Ungern        |
| 3 poäng  | Vitryssland   |
| 2 poäng  | Finland       |
| 1 poäng  | Serbien       |

| 12 poäng | Sverige    |
| 10 poäng | Ryssland   |
| 8 poäng  | Australien |
| 7 poäng  | Belgien    |
| 6 poäng  | Estland    |
| 5 poäng  | Italien    |
| 4 poäng  | Lettland   |
| 3 poäng  | Norge      |
| 2 poäng  | Rumänien   |
| 1 poäng  | Litauen    |